# Erik Schmedes
Erik Anton Julius Schmedes (27. august 1868 i Gentofte – 23. marts 1931 i Wien) var en dansk operasanger, især kendt for sine tenorroller i operaer af Richard Wagner. 
Erik Schmedes kom til verden i en familie af musikere, bl.a. broderen, der var violinisten og komponisten Hakon Schmedes. Efter at have studeret i Paris, Berlin og Wien fik han sin debut som baryton i Wiesbaden i 1891 i Wagners Lohengrin. Han fortsatte med at synge som baryton indtil 1897 og debuterede som tenor i 1898 i titelrollen i Wagners Siegfried på hofoperaen i Wien, nu kendt som Wiener Staatsoper. Under Gustav Mahlers ledelse blev han en af operaens mest fremtrædende sangere. 
Schmedes sang desuden i Bayreuth fra 1899 til 1906, Han optrådte også på New York Metropolitan Opera i 1908/09-sæsonen, bl.a. i Valkyrien, Ragnarok, Parsifal og Tristan og Isolde. I løbet af sin karriere nåede han 1.130 opførelser i 42 roller. Der foreligger grammofonindspilninger med ham. 
Schmedes medvirkede i to stumfilm.
Schmedes sidste optræden var i 1924. Han virkede siden som sanglærer i Wien.
Erik Schmedes er begravet i familiegravstedet på Gentofte Kirkegård. Gaden Schmedesweg i Wien (Ottakring) er opkaldt efter ham.